# Gottfried II. (Arnsberg)
Gottfried II. von Arnsberg (* 1157; † 1235) war ab 1185 bis zu seinem Tod Regent der Grafschaft Arnsberg.

## Herkunft und Familie
Gottfried war der Sohn des Grafen Heinrich I. von Arnsberg. Sein Bruder war der ältere Heinrich II., der politisch neben ihm aber nur eine untergeordnete Rolle spielte. Er selbst war zweimal verheiratet. Die erste Ehe ging er mit Elisabeth ein, deren Herkunft nicht bekannt ist. Die erste Frau ist nur durch eine Urkunde von 1198 überliefert. Die zweite Ehe schloss Gottfried mit Agnes von Rüdenberg. Diese erscheint erstmals 1210. Daraus ergibt sich für Johann Suibert Seibert, dass alle Nachkommen aus der zweiten Ehe stammen müssen, weil die Tochter Adelheid als damals einziges Kind zusammen mit Agnes von Rüdenberg genannt wird. Dem folgt auch der Arnsberger Stadtarchivar Michael Gosmann in einer neueren Darstellung. Folgt man diesem, hatte Gottfried zehn Nachkommen. Die bereits genannte Tochter Adelheid heiratete Konrad II., Burggraf von Stromberg. Eine weitere Tochter Agnes wurde ebenfalls 1210 erwähnt. Der Erbe Gottfried III. wurde erstmals 1213 genannt. Jung verstorben war ein Johann. Bertha war Äbtissin des Stiftes Essen. Irmgard war Nonne im Kloster Oelinghausen. Ida war möglicherweise Äbtissin im Stift Herford. Syradis war Äbtissin von St. Aegidii in Münster. Sophie heiratete Bernhard III., Edelherr von Lippe-Detmold. Ein Heinrich war Deutschordensbruder und Mitglied im Domkapitel Riga.

## Leben und Wirken
Obwohl sein Vater noch bei guter Gesundheit war, übernahm Gottfried bereits 1185 die Herrschaft. Gleich zu Beginn seiner Herrschaft besiegten seine Truppen aus unbekanntem Grund in einem Kampf bei Neheim fünf benachbarte Grafen. Zum Dank machte der Graf dem Kloster Scheda, in dessen Nähe das Gefecht stattgefunden hatte, eine beträchtliche Schenkung.
Die Quellen für die folgenden Jahrzehnte sind lückenhaft. Klar ist, dass auch Gottfried in einem gespannten Verhältnis zu den Kölner Erzbischöfen lebte. Deren Stellung wurde gestärkt, als im Zusammenhang mit dem Thronstreit zwischen Philipp von Schwaben und Otto IV. der letztere (als Sohn Heinrichs des Löwen) auf alle noch verbliebenen herzoglichen Rechte in Westfalen zu Gunsten der Kölner Bischöfe verzichtete, um diese an sich zu binden. Obwohl Gottfried dabei als Zeuge des Erzbischofs Adolf auftrat, bedeutete dies doch eine Stärkung des Erzstuhls und eine Einschränkung der eigenen Handlungsfähigkeit. Gottfried scheint im Schatten des Erbstreits im Reich versucht zu haben, gegen die Stellung des Erzbischofs vorzugehen. Wegen gewisser Taten („super quibusdam factis suis“) hatte er dem Bischof Genugtuung zu leisten, Treue zu schwören und Geiseln zu stellen. Als Ausgleich erhielt er die Hälfte der Einkünfte aus der neuen Stadt Rüthen. Keiner Seite sollte es erlaubt sein, von dort aus Kriegszüge zu unternehmen oder eine Burg zu errichten.
Im Jahr 1202 übertrug Gottfried dem Stift Wedinghausen einige Besitzungen, so etwa einen Hof in Herdringen als Gegenleistung für die Lieferung von Bauholz. Die Verwendung ist nicht ganz klar, möglicherweise diente es zum Wiederaufbau der abgebrannten Stadt Arnsberg oder zum Bau der St.-Georgs-Kapelle. In den folgenden Jahren, aus denen nur wenige Nachrichten meist über Schenkungen an Klöster oder Stifte vorliegen, ist ansonsten nur wenig bekannt. Dazu zählt die Übertragung der Kirche in Werl an das Stift Wedinghausen.

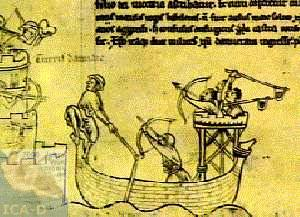
Belagerung von Damiette 1218

In fortgeschrittenen Alter von 60 Jahren nahm der Graf 1217 am Kreuzzug von Damiette teil. Zur Finanzierung verkaufte er weitere Besitzungen an Wedinghausen. Diese Schenkung wurde zunächst im Kloster selbst vor den Brüdern feierlich beschworen. In Drüggelte wiederholte er diesen Schwur vor zahlreichen Rittern und Edelleuten, die sich dort zum gemeinsamen Aufbruch zum Kreuzzug trafen. Zu den Anwesenden gehörten Heinrich der Schwarze von Arnsberg und sein Sohn, die Edelherren von Ardey, die Herren von Rüdenburg, drei Brüder aus Neheim, sechs Herren aus Soest und weitere Ritter.
Während des Kreuzzuges spielten die Westfalen eine Rolle bei der Belagerung von Damiette. Sie hatten an der Eroberung eines vor der Stadt, mitten im Nil gelegenen Festungsturms im August 1218 gewichtigen Anteil. Bald darauf brach Gottfried seine Teilnahme am Kreuzzug ab, und als die Kreuzfahrer Damiette im November 1219 eroberten, war er bereits wieder in Arnsberg. Das Kreuzzugsheer wurde schließlich 1221 geschlagen und der Kreuzzug scheiterte vollständig. Über die folgenden Jahre gibt es Nachrichten über weitere Schenkungen an Klöster, so etwa an Marienfeld im Jahr 1223, und die Anwesenheit Gottfrieds in einem Hoflager König Heinrichs VII. in Herford ein Jahr später.
Obwohl Zeitgenossen ihn der Beteiligung an der Ermordung von Erzbischof Engelbert I. von Köln durch eine Adelsfronde um Friedrich von Isenberg verdächtigten, ist seine aktive Beteiligung nicht zu belegen und angesichts seines hohen Alters von 68 Jahren auch nicht sehr wahrscheinlich. In den letzten Jahren seines Lebens taucht er in den Quellen außer als Unterstützer religiöser Einrichtungen noch als Gesellschafter und Zeuge des neuen Kölner Erzbischofs Heinrich auf. Daneben kaufte er von Köln die Burg in Hachen, die in einer früheren Erbteilung verloren gegangen war, zurück.
Gottfried starb 1235 oder möglicherweise auch erst 1236 nach einer etwa fünfzigjährigen Herrschaftszeit.